# Licence svobodného softwaru

Softwarové licence v rámci autorských práv dle Mark Webbink. Zleva doprava méně práv pro držitele licence/uživatele software a víc práv ponecháno vlastníkovi. První tři licence kategorií zleva jsou považovány za součást ekosystému „volného software“, včetně licencí veřejné domény (jako CC0).

Spektrum licencí volného software a některé příklady programů v rámci těchto licencí podle Davida A. Wheelera (2007)

Licence svobodného softwaru je softwarová licence, která držiteli zaručuje práva na volné šíření a modifikaci daného software. Software s takovou licencí je označován jako volný nebo svobodný software. Softwarové licence jsou součástí zdrojového kódu nebo jsou uloženy uvnitř objektového kódu, protože autorské právo umožňuje obě formy.
Podle autorského zákona se nelze vzdát autorských práv, ale držitel práv (autor) může převést jejich vykonávání na jiného (např. nadace FSF) a je možné se vzdát nároku na přiměřenou odměnu a též lze umožnit změny v díle, jeho redistribuci a podobně. Podle zákona též nelze z díla odstranit identifikaci autora.

## Historie

### Před 1980
V raných dobách software, sdílení software a zdrojového kódu bylo běžné v některých obcích, například akademické instituce. Než se Komise pro nová technologická užití děl chráněných autorským právem (Comission on New Technological Uses of Copyrighted Works) (CONTU) ve Spojených státech amerických v roce 1974 rozhodla, že „počítačové programy, do té míry, že jsou ztělesněním autorovy původní tvorby, jsou tedy předmětem autorského práva“, software nebyl nijak chráněný. Proto software nebyl licencován a byl sdílen jako volné dílo. Rozhodnutí CONTU a soudní rozhodnutí jako Apple v. Franklin v roce 1983 pro objektové programování objasnilo, že počítačové programy získaly status literárních děl v Autorském zákoně, a začalo se s licencováním softwaru.
Licence svobodného software před rokem 1980 byly obecně neformální oznámení psané samotnými vývojáři. Tyto rané licence byly „tolerantní“.

### 1980–1990
V polovině osmdesátých let, GNU projekt produkoval copyleft licence na volný software pro každý ze svých softwarových balíků. Brzy se tato licence („GNU  Emacs Copying Permission Notice“) používala pro GNU Emacs v roce 1985, s následnou revizí v roce 1986, 1987 a 1988 (GNU Emacs General Public License). Podobná GCC General Public Licence byla aplikována na GNU Compiler Collection. Je to původní BSD licence, je také jednou z prvních svobodných softwarových licencí, datuje se do roku 1988. V roce 1989 byla zveřejněna verze 1 GNU General Public License (GPL). Verze 2 licence GPL vydána v roce 1991, se stala nejpoužívanější licencí svobodného software.

### 1990–2010
V polovině devadesátých let až do poloviny 2000 – 2010, hnutí svobodného software tlačilo ideu svobodného software širší veřejnosti. V časech internetové horečky společnost Netscape Communications uvolnila svůj webový prohlížeč pod licencí svobodného a otevřeného software (FOSS) v roce 1998a inspirovala mnoho jiných společností, aby se přizpůsobily FOSS ekosystému. V tomto trendu pokračovaly společnosti a nové projekty (Mozilla, nadace Apache, a Sun), ty napsaly své vlastní FOSS licence, nebo si přizpůsobily stávající licence. Toto šíření licencí bylo později uznáno jako problém pro ekosystém svobodného a otevřeného software, vzhledem ke zvýšené složitosti licenční kompatibility. Šíření a vytváření nových licencí se později zpomalilo.

### 2010–současnost
V roce 2011, čtyři roky po vydání obecné veřejné licence GNU (GPL) verze 3, bylo 6,5% ze všech projektů licencovaných jako svobodný software této verze, zatímco 42,5% bylo stále GPL verze 2 podle dat z Black Duck Software. V roce 2011 451 Group analytik Matthew Aslett argumentoval, že copyleftové licence poklesly a permisivní licence se zvýšily, a to na základě statistik z Black Duck Software.
V roce 2015 podle Black Duck Software a GitHub statistiky, permisivní licence MIT sesadila GPL verze 2 jako nejpopulárnější licenci svobodného software na druhé místo, zatímco liberální Apache license následuje již na třetím místě. V červnu 2016 analýza Fedora Project's ukázala jako nejvíce používané licence GPL, MIT, BSD a LGPL.

## Definice

### OSI-schválené „svobodné“ licence
Skupina Open Source Initiative (OSI) definuje a udržuje seznam schválených svobodných licencí. OSI souhlasí s nadací FSF na všech široce používaných svobodných softwarových licencí, ale liší se od seznamu FSF, jelikož schvaluje spíše Definici volných zdrojů,  než Definici svobodného software. Považuje svobodnou permisivní skupinu licencí jako referenční implementaci licence Svobodného Software.[zdroj?][ujasnit] Proto jeho požadavky pro schvalování licencí jsou různé.

### FSF-schválené „volné“ licence
The Free Software Foundation, skupina, která udržuje definici svobodného software, udržuje seznam volných softwarových licencí.
Free Software Foundation preferuje copyleft (share-alike) Free Software licencování spíše než tolerantní permissive Free Software licencování pro většinu účelů. Jeho seznam rozlišuje mezi free software licencemi, dle kompatibilnosti s FSF copyleft GNU General Public Licencí.

## Podmínky ve svobodných softwarových licencí
Existuje probíhající diskuse v komunitě svobodného software , pokud jde o těsnou hranici mezi tím, která omezení mohou být použita, aby software ještě mohl být nazýván „zdarma“.
Pouze „software volného díla“ a software pod licencí volného díla je bez omezení. Příklady licence volného díla jsou například WTFPL a CC0. Permisivní licence může nařizovat malé povinnosti jako přiřazení autora, ale umožňuje prakticky všechny případy použití kódu. Některým licencím, a to copyleft licencím, patří úmyslně silnější omezení (zejména na distribuce/distributora) s cílem donutit odvozené projekty zaručit zvláštní práva, která nemohou být odejmuta.

### Copyleft
Free software share-alike licence napsané Richardem Stallmanem v polovině osmdesátých let propagovaly koncept známý jako „copyleft“. Copyleft stanovuje, že při distribuci modifikovaných verzí free software, software musí být distribuován za stejných podmínek jako původní software. Proto jsou označovány jako „share a share alike“ nebo „quid pro quo“. To má za následek, že nový software je stejně open source. Copyleft zaručuje, že i v pozdější generaci softwaru bude svoboda modifikace kódu, to je „free software“. Non-copyleft licence není zárukou, že pozdější generace software bude i nadále zdarma.

### Patentové odvetné opatření
Během 1990 licencování svobodného softwaru začíná včetně ustanovení, jako je patentové odvetné opatření, aby se chránilo proti software patentovým soudním sporům – problém, který dříve neexistoval. Tato nová hrozba byla jedním z důvodů pro psaní verzi 3 GNU GPL v roce 2006. V posledních letech, termín tivoization popisuje proces, jaké hardware omezení se používají, aby se zabránilo uživatelům spuštění upravené verze software na daném hardware. FSF to vidí jako způsob, jak efektivně proměnit svobodný software v nesvobodný, a to je důvod, proč se ho rozhodli zakázat a to v GPLv3.
Většina nově napsaných licencí na volný software od pozdních devadesátých let zahrnovala nějakou formu patentních odvetných opatření. Tato opatření stanoví, že práva pod licencí (například na přerozdělování) mohou být zrušena, pokud se člověk snaží vynucovat patenty vztahující se k licenci software. Jako příklad, Apple Public Source Licence může ukončit uživatelská práva v případě, že se uživatel vydává na soudní řízení proti nim z důvodu patentových sporů. Patentové odvetné opatření se objevilo v reakci na šíření a zneužívání softwarových patentů.